# Maheshkhali
Maheshkhali es un subdistrito (upazila) del distrito (zila) de Cox's Bazar, de la región de Chittagong, en Bangladés, con una población estimada en marzo de 2016 de 321 218 habitantes.
Se encuentra ubicado al sureste del país, cerca de la frontera con Birmania y de la costa del golfo de Bengala, en la zona donde se encuentra la que está considerada como la playa más larga del mundo.